# Cavonus leai
Cavonus leai är en skalbaggsart som beskrevs av Phillip B. Carne 1957. Cavonus leai ingår i släktet Cavonus och familjen Dynastidae. Inga underarter finns listade.